# اوسپنوفکا (باشقیرستان)
اوسپنوفکا (انگلیسی: Uspenovka, Republic of Bashkortostan) یک شهرک در شهرستان دیورتیورلینسکی در استان باشقیرستان کشور روسیه است.